# Rue de Montenotte
La rue de Montenotte est une voie du 17e arrondissement de Paris, en France.

## Situation et accès
La rue de Montenotte est une voie publique située dans le 17e arrondissement de Paris. Elle débute au 21, avenue des Ternes et se termine au 34, rue Brey.
Le quartier est desservi par la ligne 2 à la station Ternes.

## Origine du nom
Cette rue porte le nom de la victoire remportée par le général Bonaparte sur les Autrichiens, le 12 avril 1796.

## Historique
En prolongement de la rue Poncelet, cette rue faisait partie de la longue rue des Dames reliant le quartier des Ternes à l’abbaye des Dames de Montmartre.
Au début du XVIIIe siècle, cette section fut nommée « rue de la Plaine » (ce nom lui venait de ce qu’elle bordait la plaine des Sablons). Curieusement, de nos jours, cette plaine se termine par sept marches qui montent vers l’Étoile. Cette déclivité est due aux déblais déposés à cet endroit lors de l’arasement de la butte de Chaillot (place de l’Étoile).
En 1869, cette rue, qui allait alors jusqu'à l'avenue Carnot, prit le nom de rue de « Montenotte », en référence à la victoire remportée par le général Bonaparte le 12 avril 1796 contre les Autrichiens du général Jean-Pierre de Beaulieu.
En 1927, la section de la rue comprise entre les avenues Mac-Mahon et Carnot, au-delà des marches, est détachée et prend le nom de « rue du Général-Lanrezac ».

## Bâtiments remarquables et lieux de mémoire
- Au no 5 bis se trouve la salle Wagram, une des plus anciennes salles de bal existantes à Paris. Construite en 1865 par l'architecte Alphonse Fleuret, elle est classée à l'inventaire supplémentaire des monuments historiques[4]. À vrai dire, ce que l'on nomme la salle Wagram est composé de deux espaces superposés aux atmosphères bien différentes, la salle Wagram 800 m2 et la salle Montenotte 600 m2. La salle Montenotte est de plain-pied sur la rue du même nom. La salle Wagram au-dessus est donc bien plus proche de la rue Montenotte que de l’avenue de Wagram sur laquelle elle s'ouvre cependant, pour mériter son nom. Cette entrée « officielle » au 39, avenue de Wagram, n’était large que d’une immense porte ourlée de lumière, puis au-delà on accédait à la salle en parcourant un long couloir « magique » de près de cent mètres qui passait sous le Théâtre de l’Empire.
Après l’explosion accidentelle du théâtre de l'Empire, le 17 février 2005, la reconstruction fait disparaître la façade et l’accès à la salle Wagram restaurée s’effectue dorénavant par un escalier monumental à ciel ouvert, digne d’un festival de cinéma. Un autre escalier, plus discret, distribue la salle Montenotte située au niveau inférieur. Côté Montenotte, un grand fronton élevé en 1930 marque l'entrée « secondaire » de la salle Wagram. Ses éléments décoratifs de colonnes ainsi que son fronton triangulaire imitent le style néo-classique. La salle se compose d'un grand quadrilatère juxtaposé à un plus petit. Les deux espaces sont séparés par une colonnade élancée et entourés d'un portique soutenant une galerie. D’ailleurs la salle Wagram ne s'ouvre pas seulement sur la rue Montenotte et sur l'avenue de Wagram, car il existe aussi un accès par le 19, avenue des Ternes.
- Certaines scènes du film de 1972 Le Dernier Tango à Paris de  Bernardo Bertolucci y ont été tournées.

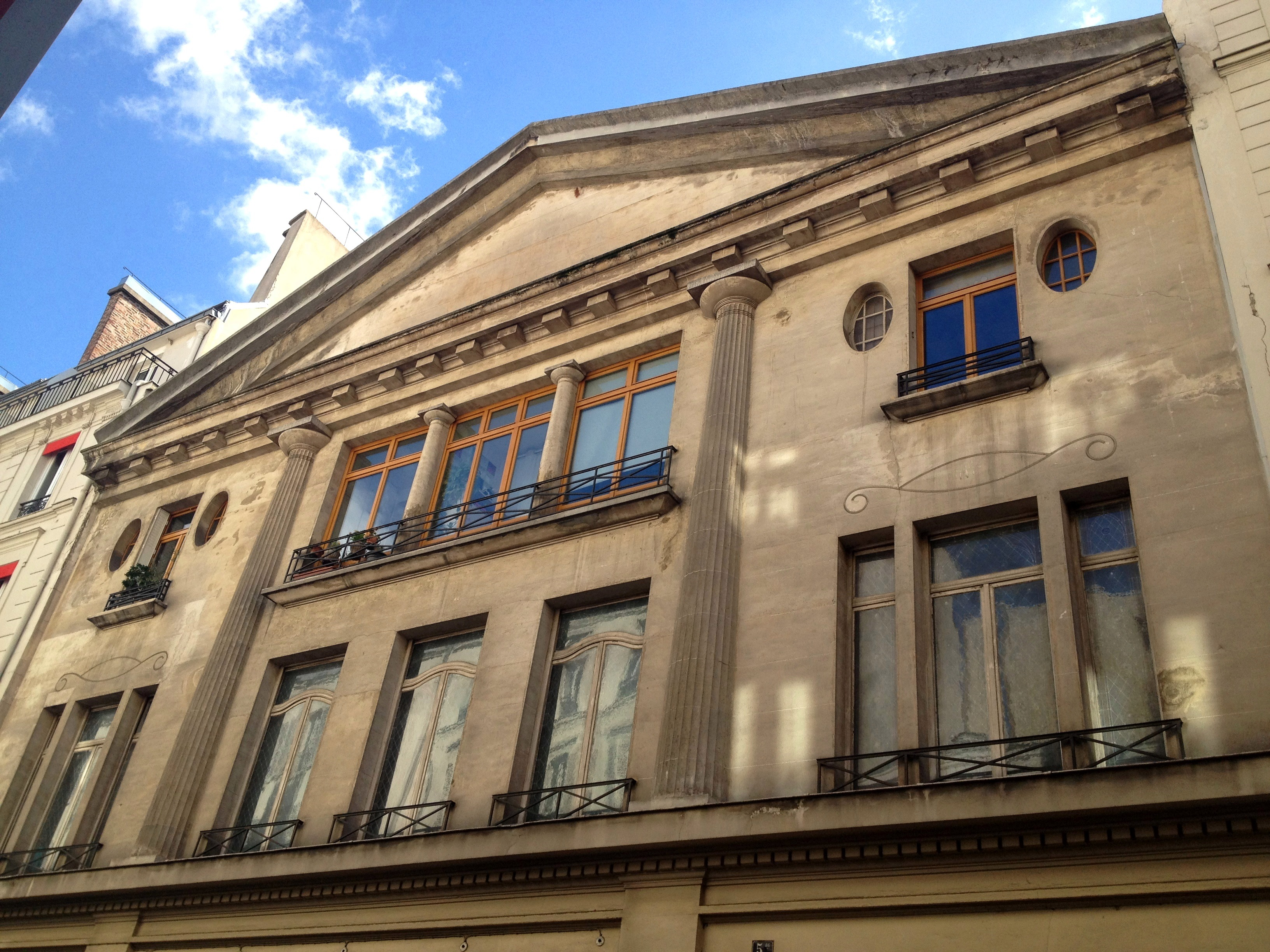
Salle Wagram : façade rue de Montenotte.
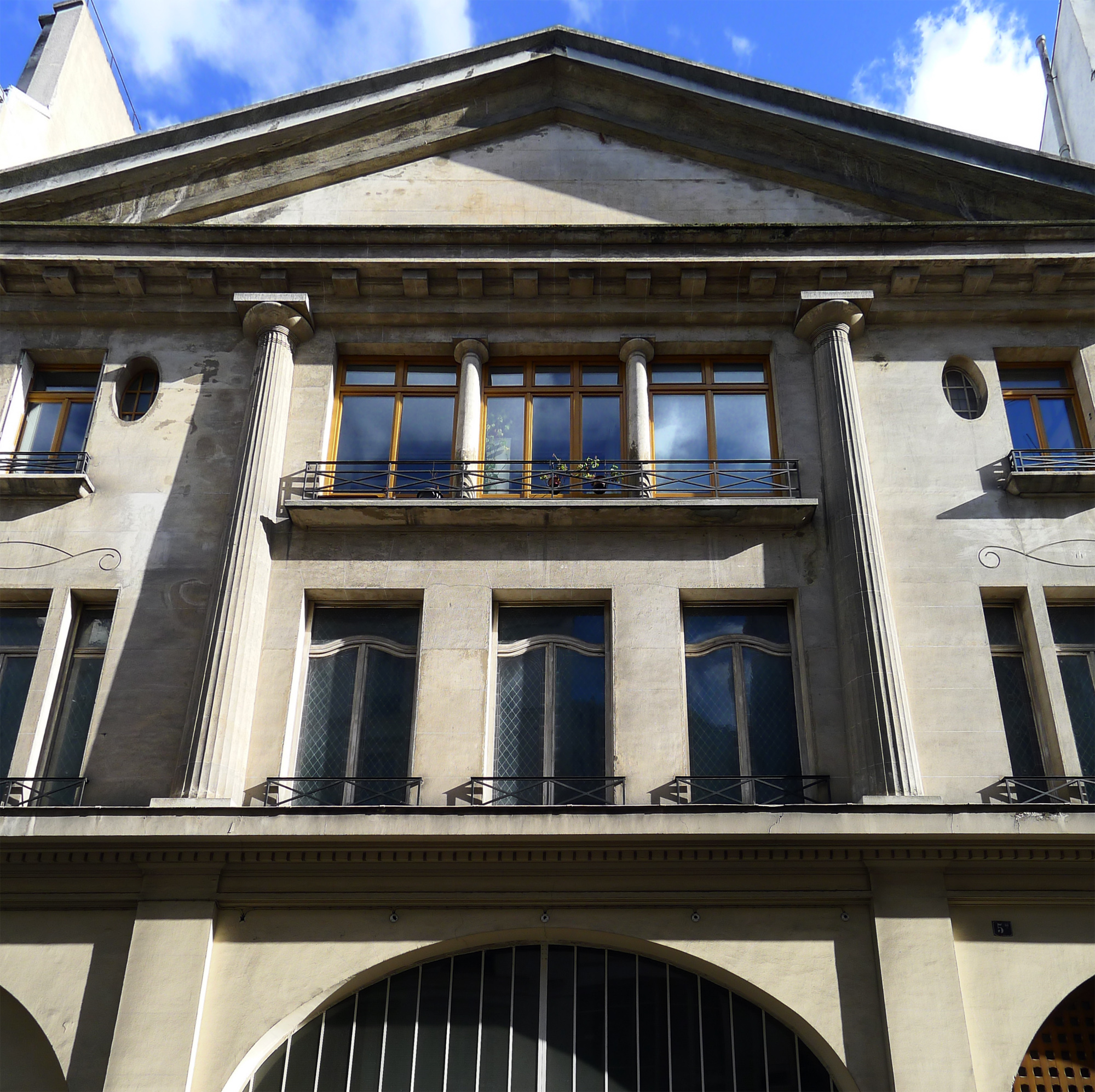

### Le bal Dourlans
À l'origine de la salle Wagram il y avait un bal, ouvert en 1812 par Dourlans, ancien de la Vieille Garde, qui installe une guinguette hors les murs entre la barrière de l'Étoile et celle du Roule dans un jardin. Il s’étendait alors sur l’emplacement actuel des nos 35, 37 et 39 de l’avenue de Wagram jusqu’à la rue Montenotte alors située en pleine campagne.
Ces guinguettes hors des limites de l'octroi et de Paris y prospèrent durant la première moitié du XIXe siècle, accueillant le soir et en fin de semaine une foule populaire assoiffée de bon air et de plaisirs champêtres et aussi de vin de Suresnes ou de Montmartre « hors taxes ». En 1815, l’ancien grognard agrandira le bal Dourlans et une première salle sera édifiée pour abriter les danseurs des intempéries.
Cette salle fut établie à distance règlementaire de la barrière des Fermiers généraux selon l’ordonnance royale du 10 avril 1783, stipulant « qu’il ne seroit point élevé de construction sur les terrains qui resteront hors l’enceinte, qu’à 50 toises de distance de la clôture » (soit 97 m), ce qui explique le long couloir de l'entrée Wagram. Suspendu sous la Révolution, l’octroi sera rétabli en 1798 jusqu’au 31 décembre 1859, lorsque l'annexion des communes suburbaines repoussera la limite de perception des droits  aux fortifications de Thiers.

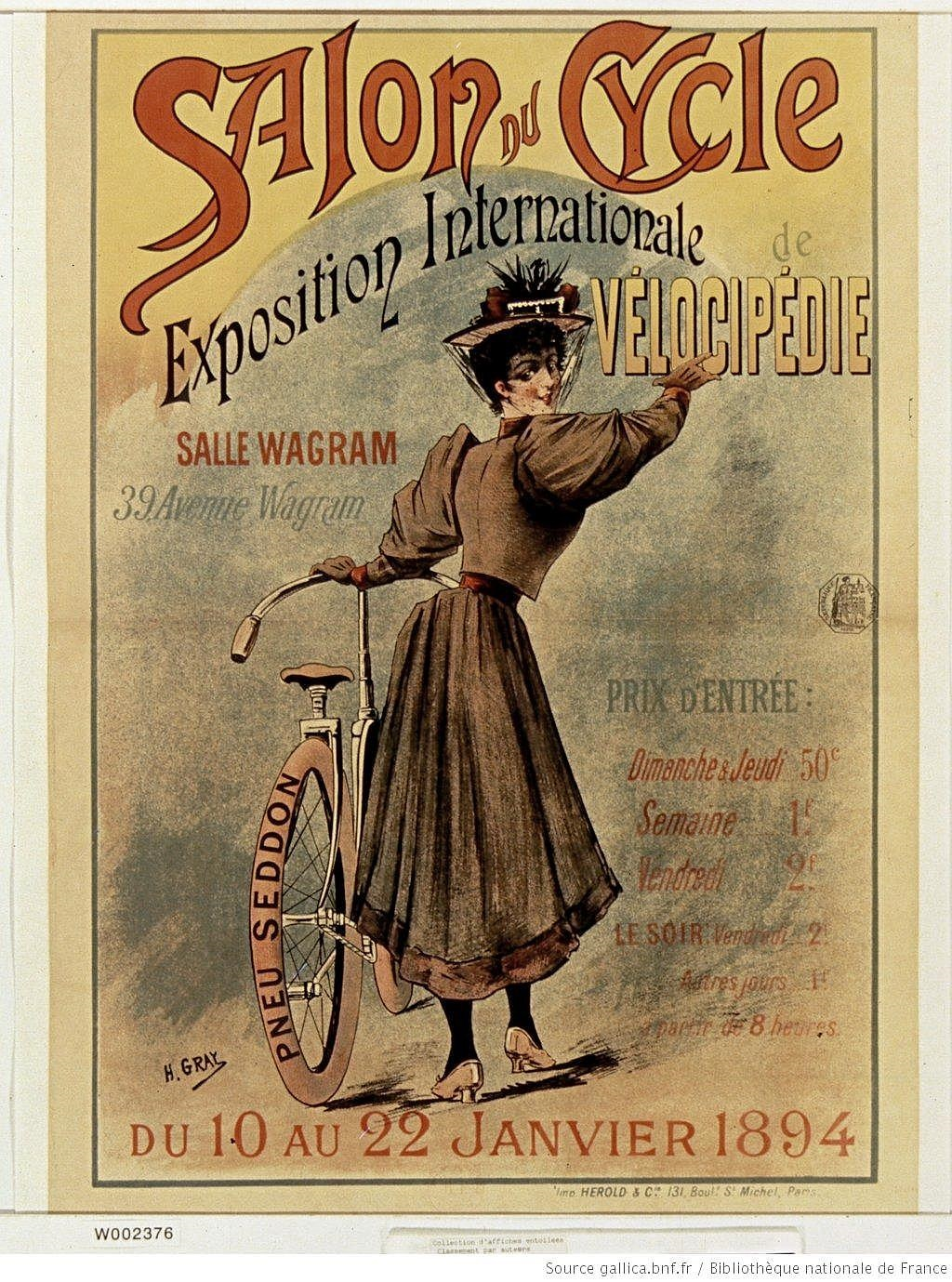
Premier salon du cycle salle Wagram (1894).

En 1816, les couples venus des Ternes, de Paris et de Neuilly s'y pressent pour danser sous une tonnelle illuminée.
Vers 1830, ce lieu de promenade familial était bien souvent troublé par des jeunes gens, échauffés par les pots servis à des prix hors taxes. On y danse la valse musette au bras des grisettes et l’on s’encanaille au contact des apaches dans des farandoles endiablées.
Les Dourlans se succèdent avec une vogue croissante. Au fil de la première moitié du XIXe siècle, le lieu se transforme, devient « bal de l’Étoile » sous Louis Dourlans, puis « bal Wagram », un établissement qui, sous le règne de Gaston Louis (1811-1871) troisième du nom, connaît un grand succès. Il réaménage le jardin en « bosquets d’amour », avant d’édifier en 1865, la somptueuse salle Wagram.
Les locaux sont alors transformés en salle de bal richement décorée et entourée de deux galeries d'étages. La salle n'était pas réservée qu'à la danse et aux spectacles, mais servait aussi de lieu de réunion, de salle de conférences, de sport ou d'expositions.
Sous le Directoire, la Restauration ou le Second Empire, ce pâté de maisons devint l’un des foyers de la vie parisienne et le symbole de la modernité : on pourrait conter sur des centaines de pages la formidable aventure de la salle Wagram, de la salle Montenotte, du théâtre de l'Empire et de l'avenue de Wagram (quelques-unes sont relatées sur les pages de Wikipédia correspondantes).

### Premiers salons de l'automobile 1896-1900
On notera en particulier que la salle Wagram côté Montenotte fut le lieu du  premier Salon du cycle de Paris tenu le 10 janvier 1894. Un deuxième salon y a lieu en décembre 1894 avec 350 exposants et 820 machines dont 2 pétrolettes (ou vélocipèdes à essence) Millet et Wolfmuller.
Le quatrième salon, en décembre 1896, devint le Salon du cycle et de l'auto et fut la première exposition automobile de Paris. D’autres salons suivirent dont celui qui se tint en 1900 pendant l'Exposition universelle où fut exposée en particulier La Charentaise.
À partir de 1901, le salon de l’Automobile de Paris prend tellement d'importance qu'il s'installe au Grand Palais.

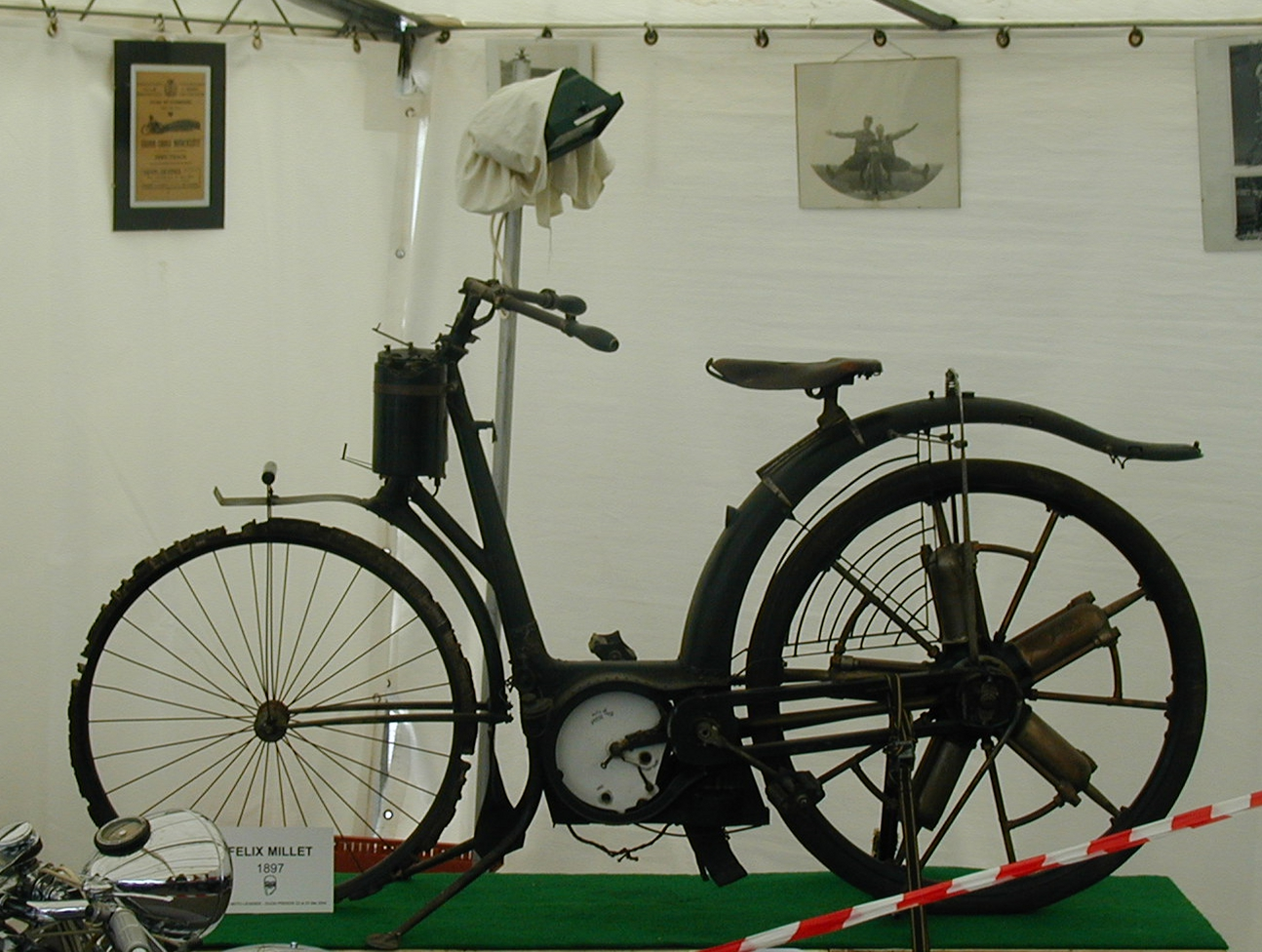
Pétrolette Millet, 5 cylindres en étoile, salon de 1887.
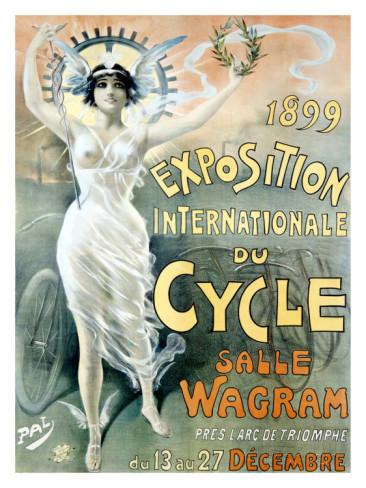
Salon du cycle Wagram 1899.
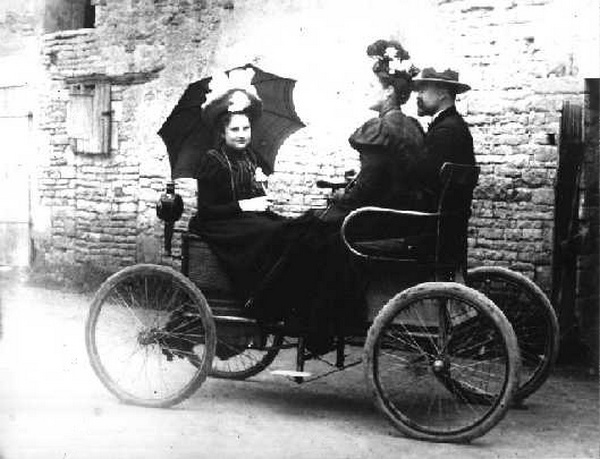
La Charentaise exposée salle Wagram, en 1900.